# Cohors II Vasconum
La Cohors II Vasconum fue una unidad auxiliar del ejército romano, del tipo cohors quincuagenaria peditata, activa desde la seguna mitad del siglo I hasta finales del siglo II.

## Antecedentes
La romanización fue intensa entre los vascones sin que haya noticias de enfrentamientos violentos entre vascones y romanos. Ya existe contacto entre ambas culturas, al menos, en el siglo II a.C.
Las guerras civiles sertorianas (80-70 a.C) de la república romana se desarrollaron principalmente en Hispania, Pompeyo lideraba una de las facciones en guerra y consideraba el territorio vascón como zona de refugio. Ya su padre Cneo Pompeyo Estrabón formó la Turma Salluitana con vascones que lucharon en la guerra Social del año 90 A.C. en Roma como queda recogido en el Bronce de Áscoli.
El territorio vascón queda definido por la relación de ciudades que hacen los geógrafos romanos Plinio, Estrabón y Ptolomeo comprendiendo un territorio que lindaba al norte con los Pirineos, al este incluía la Jacetania, cinco villas y Segia (Ejea de los Caballeros), al sur con ambas orillas del Ebro con ciudades como Calagurris (Calahorra) y Gracurris (Alfaro) y al oeste las tierras de várdulos con salida al mar en Oiasso (Irun).
Existen varias las referencias documentales de la actividad de la Cohors II Vasconum